# Matthew Wilder
Matthew Wilder, pseudonimo di Matthew Weiner (New York, 24 gennaio 1953), è un cantante, compositore e produttore discografico statunitense.

## Biografia
Inizia la sua attività artistica negli anni settanta, formando il duo folk Matthew & Peter. Nel 1978 si trasferisce a Los Angeles, dove registra alcuni jingle pubblicitari e dove lavora come turnista in qualità di corista per Bette Midler e Rickie Lee Jones.
Nel 1983 pubblica il suo primo lavoro da solista, l'album synthpop I Don't Speak the Language. Il disco ottiene un buon riscontro di vendite, anche grazie al singolo Break My Stride che scala le classifiche in tutto il mondo, divenendo il suo maggiore successo. Di Break My Stride successivamente  ne vengono eseguite numerose cover, tra cui la più celebre è quella dei Blue Lagoon, del 2004.
In seguito si dedica alla composizione di colonne sonore per film e serie televisive, tra le quali vi figurano ad esempio Pretty Woman, Dawson's Creek e Mulan. Quest'ultimo gli vale una candidatura agli Oscar del 1999 e un Annie Award nello stesso anno.

## Discografia

### Album in studio
- 1983 - I Don't Speak the Language
- 1984 - Bouncin' Off The Walls

### Colonne sonore
- 1998 - Mulan (An Original Walt Disney Records Soundtrack) (con David Zippel e Jerry Goldsmith)

### EP
- 1983 - I Don't Speak The Language

### Singoli
- 1982 - Work So Hard
- 1983 - Break My Stride
- 1983 - I Don't Speak The Language
- 1983 - The Kid's American
- 1984 - Bouncin' Off The Walls
- 1984 - Hey Little Girl
- 1985 - Mad For You

## Riconoscimenti
- Premio Oscar
  - 1999 - Candidatura alla migliore colonna sonora per Mulan
- Golden Globe
  - 1999 - Candidatura alla migliore canzone originale per Reflection da Mulan (condiviso con David Zippel)
- ASCAP Film and Television Music Awards
  - 1999 - Top Box Office Films per Mulan
  - 2009 - Top Box Office Films per Hannah Montana and Miley Cyrus: Best of Both Worlds Concert (condiviso con altri)
- Annie Award
  - 1999 - Miglior colonna sonora in un film d'animazione per Mulan
- Grammy Award
  - 1997 - Candidatura al miglior album rock per Tragic Kingdom (condviso con No Doubt e Gwen Stefani)
  - 1999 - Candidatura alla miglior canzone scritta appositamente per un film o per la televisione per True To Your Heart da Mulan(condiviso con David Zippel)
- Online Film & Television Association
  - 1999 - Candidatura alla miglior musica, canzone originale per Reflection da Mulan (condiviso con David Zippel, Lea Salonga e Christina Aguilera)
  - 1999 - Candidatura alla miglior musica, colonna sonora per famiglie per Mulan (condiviso con Jerry Goldsmith e David Zippel)
  - 2021 - Candidatura al miglior adattamento di una canzone Reflection da Mulan (condiviso con David Zippel)